# レアル・ワークス
レアル・ワークス（REAL WORKS）は、日本のアダルトビデオメーカーである。かつては独立した会社であったが、2010年現在はケイ・エム・プロデュース(KMP)に統合されている。

## 概要
2004年創業。KMPの元社員を中心に設立された。独立した会社であった頃もミリオン（KMP）との専属期間中からレアル・ワークス作品に出演している女優が多く、販売元もKMPと同じトップ・マーシャルであった。
2005年1月から販売を開始し、当初はメディア倫理協会（メディ倫）に加盟していたが、販売4ヶ月目に脱退している。その後は「新日本映像倫理審査委員会」のホログラムシールが張られていたが、ほかに加盟メーカーはなく、実際には自主規制であった。
メディ倫脱退後は「ヌキサシバッチリ」「アナルバッチリ」をセールスポイントとしている。
2006年8月リリース分より、セル向け作品は日本映像ソフト制作・販売倫理機構（制販倫）の審査に移行。
なお、2006年2月からはレンタル向け商品のリリースも開始している。

## 主なレーベル
- REAL
  - REAL guest（レアル・ワークス所属女優以外出演作品）
  - REAL -ex-
- ECSTASY
- M（痴女専門レーベル）

## 所属女優
（2007年12月現在）
- LEYNA
- 相崎琴音
- 春咲あずみ